# Primeira Igreja Batista de Boston

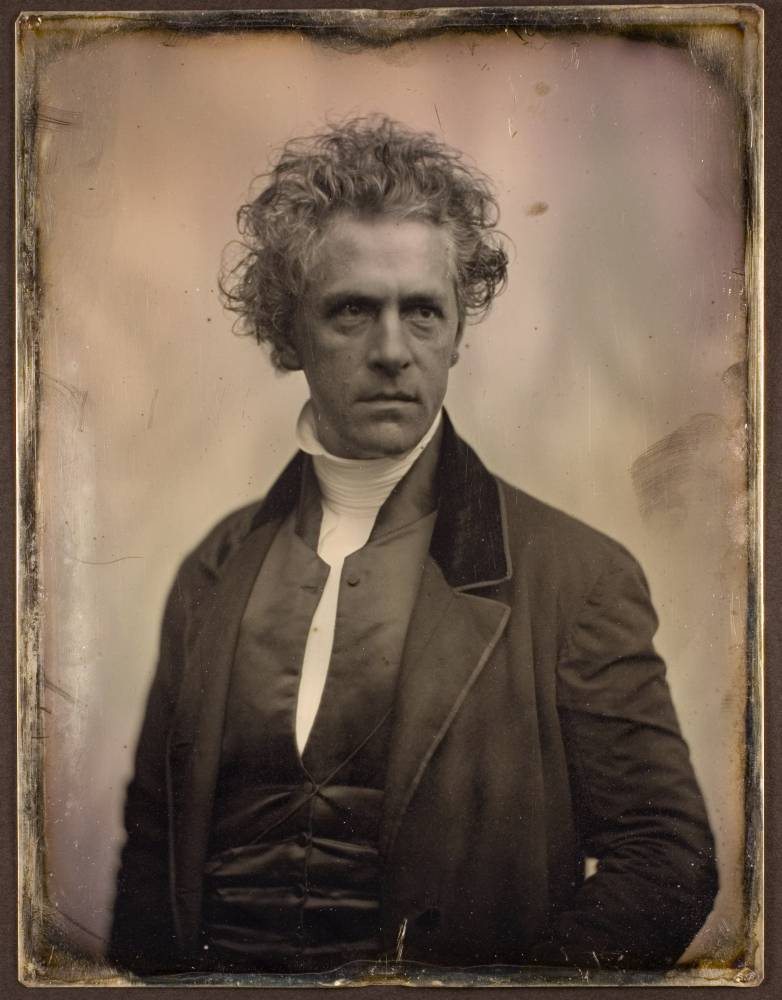
Southworth & Hawes : Rollin Heber Neale (ca. 1850)

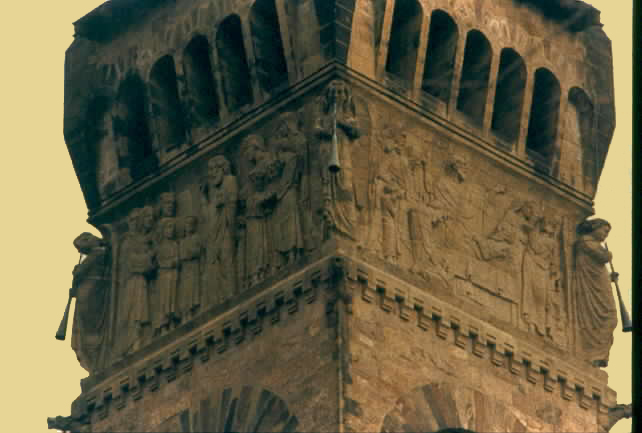
Igreja da Brattle Square, Boston, com escultura de Frédéric Auguste Bartholdi (que fez a Estátua da Liberdade)

A Primeira Igreja Batista de Boston, ou a Igreja de Brattle Square, é uma igreja batista histórica em Boston, Massachusetts, parte das Igrejas Batistas Americanas EUA, fundada em 1665. É uma das igrejas batistas mais antigas dos Estados Unidos. A igreja existia secretamente em residência privada de membros, e as portas da primeira capela foram pregadas e fechadas por um decreto dos puritanos congregacionais em março de 1680. A igreja foi forçada a se mudar para Noddle's Island e se disfarçar de taverna, onde os membros viajavam pela água para cultuar. O Reverendo Doutor Stillman liderou a igreja no North End por mais de 40 anos, de 1764 a 1807. A igreja mudou-se para Beacon Hill em 1854, onde era o campanário mais alto da cidade. Após um lento declínio sob a liderança do Reverendo Doutor Rollin Heber Neale, a igreja se uniu brevemente com a Igreja da Avenida Shawmut e ao Tabernáculo da Avenida Warren para se fundirem, e compraram a capela atual em 1881, por US$ 100.000,00. Desde 1882, está localizado na esquina da Commonwealth Avenue e Clarendon Street, em Back Bay . O interior é atualmente um Marco Histórico de Boston pendente pela Comissão de Marcos Históricos de Boston .

## História

### 1665–1837
A igreja foi fundada em 1665, apesar de uma lei de Massachusetts proibir a oposição ao batismo infantil. Muitos dos primeiros membros da igreja foram perseguidos e presos pela igreja estatal por heresia, incluindo o primeiro ministro, Thomas Gould. Pouco antes da fundação da igreja, o primeiro Presidente da Universidade de Harvard, Henry Dunster, foi forçado a renunciar ao cargo por se recusar a batizar seu bebê. Dunster foi teologicamente influenciado pelo Doutor João Clarque e outros batistas de Rhode Island perseguidos em Massachusetts.  Durante a Guerra do Rei Philip, John Myles pastoreou a igreja durante um hiato da Primeira Igreja Batista em Swansea, que foi a primeira igreja batista no estado. Em 1679, os batistas em Boston construíram uma capela no extremo norte da cidade, na esquina das ruas Salem e Stillman. No início do século XVIII, a pequena capela foi substituído por uma maior, de madeira, no mesmo local. Ali, a igreja floresceu por 43 anos (1764-1807), sob a liderança de Samuel Stillman.  Samuel Stillman manteve as portas abertas para os cultos enquanto os britânicos invadiam Boston e, segundo relatos, pregou contra eles em todos os cultos.
Em 1682, sob a supervisão de William Screven, a igreja organizou uma missão na atual Kittery, Maine. Como resultado de problemas com os congregacionais na década de 1690, a igreja de Kittery mudou-se para Charleston, Carolina do Sul, e é a atual Primeira Igreja Batista de Charleston.

### 1837–1882
Em 1837, a igreja mudou-se para uma nova capela de tijolos (a quarta capela) na esquina da Hanover Street com a Union Street . Os ministros da igreja, na época, incluía Rollin Heber Neale.  A congregação permaneceu no local até 1882. 

### 1882–presente
A atual capela da igreja (a quinta) foi projetado pelo notável arquiteto Henry Hobson Richardson e construído entre 1869 e 1871. Foi inaugurada em 1872 para servir a congregação unitária da Igreja da Brattle Street, também conhecida como Igreja na Brattle Square, que havia sido demolida em 1872.  A congregação unitária dissolveu-se logo após a mudança para este edifício.  A Primeira Igreja Batista de Boston comprou a capela em 1881 por uma quantia de US$ 100.000,00. A torre histórica e proeminente com frisos distintos esculpidos "in situ" por Frédéric Auguste Bartholdi (escultor da Estátua da Liberdade) representando quatro sacramentos, com rostos de bostonianos famosos (incluindo Longfellow e Hawthorne ), Abraham Lincoln e amigos de Bartholdi da época (incluindo Garibaldi). Este edifício foi a primeira igreja de Richardson em Boston antes de ele projetar sua obra-prima, a Igreja da Trindade. A Igreja Batista de Boston foi adicionada ao Registro Nacional de Lugares Históricos em 1972. A congregação faz parte das Igrejas Batistas Americanas EUA .

## Links externos
Predefinição:National Register of Historic Places in Massachusetts
- Site oficial da Primeira Igreja Batista de Boston Arquivado em 2016-06-03 no Wayback Machine

Predefinição:National Register of Historic Places in Massachusetts